# Harmony (casa discografica)
La Harmony è stata una casa discografica italiana, attiva prevalentemente negli anni settanta e ottanta.

## Storia
Fu fondata a metà degli anni settanta dal discografico Walter Guertler, che negli anni precedenti aveva creato moltissime case discografiche quali ad esempio la Music, la Jolly e la Joker, tutte riunite nel gruppo S.A.A.R..
L'artista più noto della Harmony fu Fabio Concato; venne inoltre usata da Guertler per stampare in Italia dischi di artisti stranieri di cui otteneva l'esclusiva per il mercato italiano (ad esempio gli Champagne, olandesi).

## Dischi
La datazione qui riportata si basa sull'etichetta del disco o sulla copertina; qualora nessuno di questi elementi abbia una datazione, è basata sulla numerazione del catalogo; talora è, infine, basata sul codice della matrice di stampa. Se esistenti, sono riportati, oltre all'anno, il mese e il giorno (quest'ultimo dato si trova, a volte, stampato sul vinile).

### 33 giri
| Numero di catalogo | Anno            | Interprete         | Titoli                   |
| ------------------ | --------------- | ------------------ | ------------------------ |
| LPH 8002           | 1975            | Marina Pagano      | Io vi racconterò         |
| LPH 8005           | 1975            | Jacky James        | Jacky James              |
| LPH 8006           | 1976            | André Carr         | Disco Frisco From Movies |
| LPH 8008           | 1976            | Chocolat's         | Rythmo Tropical          |
| LPH 8013           | 1977            | Collage            | Collage                  |
| LPH 8017           | 24 gennaio 1977 | Fabio Concato      | Storie di sempre         |
| LPH 8019           | 1977            | Marsius            | ..... Save The Tiger     |
| LPH 8021           | 13 ottobre 1977 | Larry Nocella      | No Secrets               |
| LPH 8026           | 1977            | Champagne          | Champagne                |
| LPH 8028           | 1977            | Rino Dimopoli      | Dimopoli                 |
| LPH 8030           | 25 gennaio 1978 | Fabio Concato      | Svendita totale          |
| LPH 8033           | 1978            | Barbados Climax    | Barbados Climax          |
| LPH 8043           | 1980            | Renato Pareti      | Un altro cielo           |
| LPH 8050           | 1985            | Umberto Napolitano | Per le strade del mondo  |

### 45 giri
| Numero di catalogo | Anno | Interprete                | Titoli                                  |
| ------------------ | ---- | ------------------------- | --------------------------------------- |
| H 6001             | 1975 | Enrico Simonetti          | Blue Frog/Moonlight Fish                |
| H 6004             | 1975 | Jacky James               | Liszt's love song/Stranger in paradise  |
| H 6008             | 1976 | Jacky James               | Innamorata/Non ballo più                |
| H 6009             | 1976 | I Robins                  | Tenero amore/Tu                         |
| H 6012             | 1976 | Jonathan Silva            | Piccola bugiarda/Giovane                |
| H 6014             | 1976 | André Carr                | Blue Star/Louise                        |
| H 6015             | 1976 | I Quid                    | Sylvie/Bella                            |
| H 6019             | 1976 | Chocolat's                | The Kings Of Clubs/Viva Rio             |
| H 6020             | 1977 | I Mimesis                 | Tu grande amore mio/La mia ingenuità    |
| H 6024             | 1977 | Beppe Cantarelli          | Come pane fresco/Dipende                |
| H 6027             | 1977 | Fabio Concato             | A Dean Martin/Festa nera                |
| H 6028             | 1977 | Champagne                 | Oh Me Oh My Goodbye/The Last Song       |
| H 6039             | 1978 | Barbados Climax           | California U.S.A./Las Vegas Climax      |
| H 6041             | 1979 | Patrick Samson            | Sway/Touch me                           |
| H 6051             | 1979 | Michele Perrucci          | Prendimi/Ieri                           |
| H 6055             | 1979 | Fausto Cigliano           | Strada 'nfosa/Scena muta                |
| H 6058             | 1979 | Homo Sapiens              | Voglio amarti di più/Acapulco Mexico    |
| H 6059             | 1979 | Renato Pareti             | Fino al collo/Buonanotte Rossella       |
| H 6063             | 1979 | La Doppia Faccia          | Shou shou/Alibi                         |
| H 6068             | 1980 | Renato Pareti             | Un altro cielo/Dudù                     |
| H 6069             | 1980 | Sugar and Candies         | Donna o bambina/Marylou                 |
| H 6072             | 1980 | Paolo Frescura            | Io penso a te/Nennella mia              |
| H 6077             | 1981 | Homo Sapiens              | Ti amo domani/Meglio alzare il tacco    |
| H 6078             | 1981 | Paolo Frescura            | Grazie al cielo/Vieni                   |
| H 6083             | 1981 | Fausto Cigliano           | Ventata nova/Krol                       |
| H 6083             | 1981 | Maurizio Colonna          | Concerto d'Aranjuez/Tarantella          |
| H 6086             | 1981 | Daniel Sentacruz Ensemble | Oceano blu/Canto corale                 |
| H 6099             | 1985 | Giampiero Artegiani       | Arrivarono gli americani/Irene e Agnese |